# 熊祥
熊祥（1455年—？），字文應，貴州鎮遠府偏橋長官司民籍江西豐城縣人，明朝政治人物。

## 生平
順天府鄉試第九十三名舉人。成化二十三年（1487年）中式丁未科會試第二百四十一名，二甲第六十三名進士。历官刑部员外郎，弘治十年（1497年）五月升廣西按察司僉事。丁忧服阕，十五年十二月复除原职。十八年正月考察以不謹閑住。

## 家族
曾祖熊國用；祖父熊本靜；父熊鼎。嫡母涂氏；生母羅氏。慈侍下。弟熊裕。